# جوي جونز (لاعب كرة قدم أمريكية)
جوي جونز (بالإنجليزية: Joey Jones)‏ هو لاعب كرة قدم أمريكية أمريكي، ولد في 29 أكتوبر 1962 في موبيل في الولايات المتحدة.